# Up and at 'Em (film 1922)
Up and at 'Em è un film muto del 1922 diretto da William A. Seiter. Il soggetto del film, una commedia della durata di cinquanta minuti, è firmato dallo stesso regista e da Lewis Milestone.

## Trama
Travestita da chauffeur, Barbara Jackson, scambiata per il vero autista del padre viene costretta ad accompagnare una banda di ladri a rapinare in casa di Bob Everett, un collezionista d'arte rivale di suo padre. La ragazza riuscirà a recuperare la refurtiva e a conquistare l'amore di Everett.

## Produzione
Il film fu prodotto dalla Robertson-Cole Pictures Corporation.

## Distribuzione
Il copyright del film, richiesto dalla R-C Pictures, fu registrato il 6 agosto 1922 con il numero LP18188, uscendo nelle sale degli Stati Uniti lo stesso giorno, distribuito dalla Film Booking Offices of America.